# Haltérophilie aux Jeux olympiques d'été de 2024 - Plus de 102 kg hommes
Navigation
Los Angeles 2028
L'épreuve des plus de 102 kg hommes  en haltérophilie aux Jeux olympiques d'été de 2024 a lieu le 10 août au Paris Expo Porte de Versailles.
Il s'agit d'une nouvelle catégorie de poids à la suite de la suppression de deux catégories chez les hommes depuis l'édition précédente des Jeux à Tokyo.

## Records
Avant cette compétition, les records dans cette discipline étaient les suivants : 
| Record du monde | Arraché     | Lasha Talakhadze (GEO) | 225 kg | Phuket, Thaïlande | 17 décembre 2021 |
| Record du monde | Épaulé-jeté | Lasha Talakhadze (GEO) | 267 kg | Phuket, Thaïlande | 17 décembre 2021 |
| Record du monde | Total       | Lasha Talakhadze (GEO) | 492 kg | Phuket, Thaïlande | 17 décembre 2021 |

## Médaillés
| Or                     | Argent                 | Bronze             |
| Lasha Talakhadze (GEO) | Varazdat Lalayan (ARM) | Gor Minasyan (BRN) |

## Résultats détaillés
| Rang                                | Athlète                       | Nation           | Poids (kg) | Arraché (kg) | Arraché (kg) | Arraché (kg) | Arraché (kg) | Épaulé-jeté (kg) | Épaulé-jeté (kg) | Épaulé-jeté (kg) | Épaulé-jeté (kg) | Total   |
| Rang                                | Athlète                       | Nation           | Poids (kg) | 1            | 2            | 3            | Résultat     | 1                | 2                | 3                | Résultat         | Total   |
| ----------------------------------- | ----------------------------- | ---------------- | ---------- | ------------ | ------------ | ------------ | ------------ | ---------------- | ---------------- | ---------------- | ---------------- | ------- |
| Médaille d'or, Jeux olympiques      | Lasha Talakhadze              | Géorgie          | +102,00    | 210          | 215          | 220          | 215          | 247              | 255              | -                | 255              | 470     |
| Médaille d'argent, Jeux olympiques  | Varazdat Lalayan              | Arménie          | +102,00    | 210          | 215          | 218          | 215          | 247              | 252              | 256              | 252              | 467     |
| Médaille de bronze, Jeux olympiques | Gor Minasyan                  | Bahreïn          | +102,00    | 210          | 216          | 220          | 216          | 245              | 255              | 255              | 245              | 461     |
| 4                                   | Ali Davoudi                   | Iran             | +102,00    | 200          | 201          | 205          | 205          | 242              | 257              | 257              | 242              | 447     |
| 5                                   | Man Asaad                     | Syrie            | +102,00    | 191          | 197          | 201          | 197          | 235              | 241              | 253              | 241              | 438     |
| 6                                   | Ali Ammar Yusur Rubaiawi      | Irak             | +102,00    | 195          | 195          | 200          | 200 JWR      | 230              | 237              | 247              | 237              | 437 JWR |
| 7                                   | Abdelrahman Abdelaziz Elsayed | Égypte           | +102,00    | 178          | 183          | 190          | 183          | 225              | 233              | 233              | 233              | 416     |
| 8                                   | David Liti                    | Nouvelle-Zélande | +102,00    | 178          | 182          | 184          | 184          | 224              | 231              | 235              | 231              | 415     |
| 9                                   | Mart Seim                     | Estonie          | +102,00    | 175          | 180          | 183          | 180          | 220              | 237              | 237              | 220              | 400     |
| 10                                  | Eishiro Murakami              | Japon            | +102,00    | 170          | 180          | 180          | 180          | 200              | 220              | 230              | 220              | 400     |
| 11                                  | Kamil Kučera                  | Tchéquie         | +102,00    | 100          | 110          | -            | 110          | 120              | 140              | -                | 140              | 250     |
| -                                   | Walid Bidani                  | Algérie          | +102,00    | 190          | 190          | -            | -            | -                | -                | -                | -                | -       |